# 払釣込足

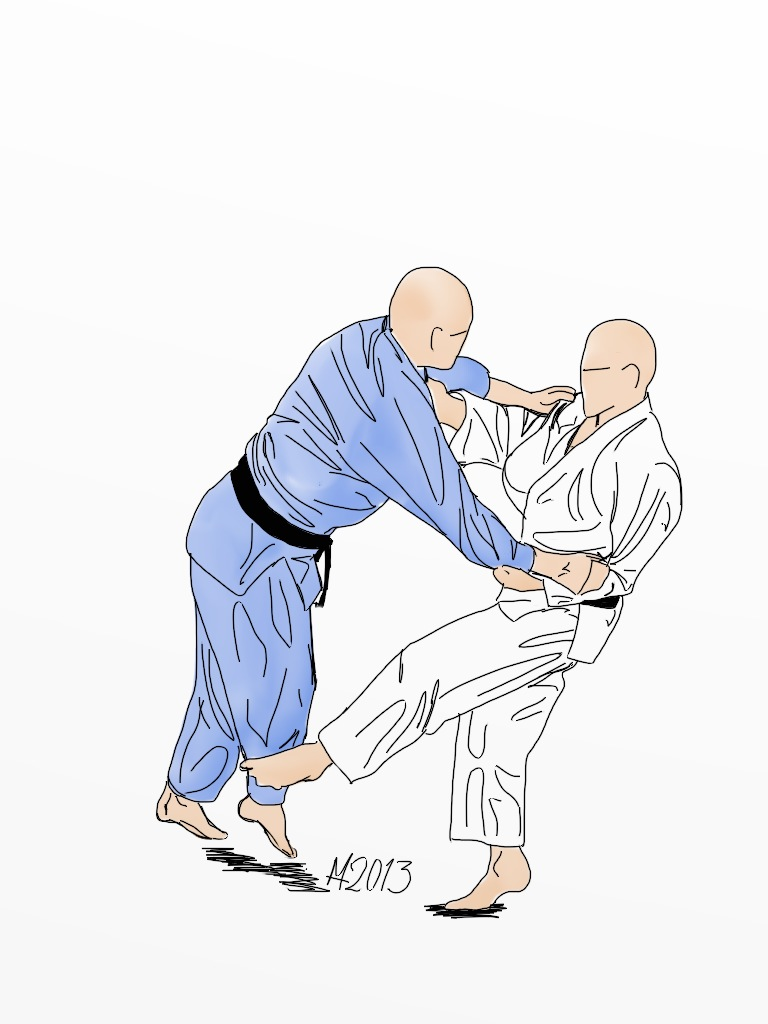
払釣込足のイラスト

払釣込足（はらいつりこみあし）は、柔道の投技の足技の一つ。IJF略号HTA。

## 概要
文字通り、相手を釣り手で釣り込んで足を払って投げる技である。
実際は相手を右前隅に崩しながら支釣込足のように足を払う。
釣り手で釣り上げながら、足払いを仕掛ける技。
釣り手で釣り上げて足を浮かせた時に足を払うが、2種類の払い方がある。
1. 釣り手側の足を払う形。崩しになるため、相手がバランスを崩すか、足が浮くか、その両方の状態となったところを足払いで倒す。
2. 引き手側の足を払う形。時計回りか反時計回りに回転させる様に倒す。

足払い系の技は、巴投の様に、右組・右足、右組・左足、左組・右足、左組・左足の4パターン（相四つ、ケンカ四つの組手の組み合わせも含めれば、8パターン）がある。
組手の使い方で、支釣込足は両手（釣り手と引き手）を利かせて回転させるが、払釣込足は片手（釣り手）を利かせ、引き手は仕上げに下に落とすという違いがある。
そのため、支釣込足とは逆に、自分が押し込む（前に出る）か、相手が足を引いた（後ろに下がった）時の方が投げやすい。
対になる、支釣込足と同様、釣込腰、袖釣込腰と同じ釣り込み技の一種であり、出足払、送足払等と同じ、足払い系の技の一種である。